# 양어업

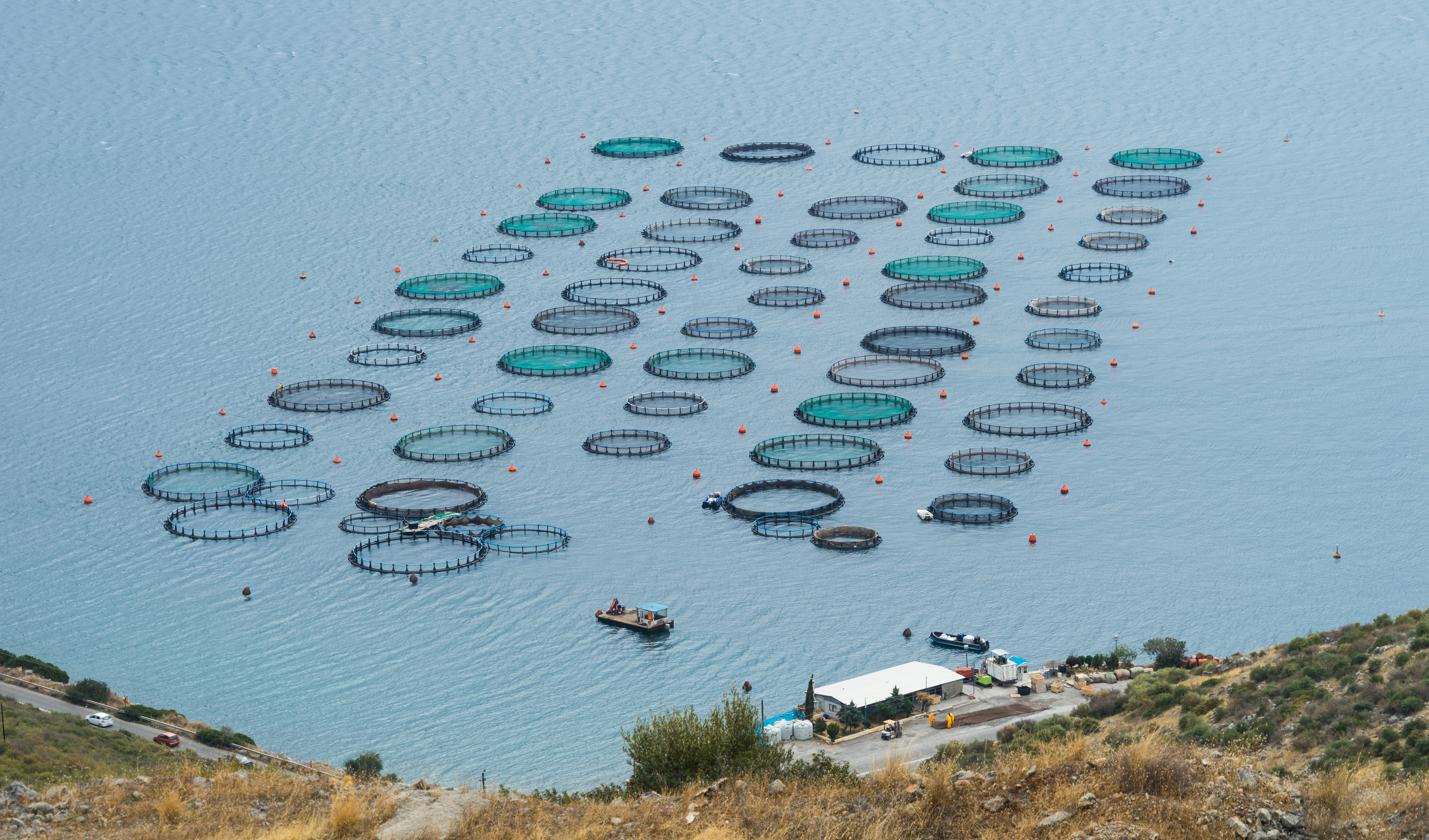
그리스 남부 유보이아만의 에비아섬 해안에 있는 양어장

양어업(養魚業), 양어(養魚), 어류 양식(魚類養殖, 영어: fish farming, pisciculture)에는 어류를 상업적으로 사육하는 작업이 포함되며, 어항이나 양어지와 같은 인공 울타리에서 가장 흔히 식용으로 사용된다. 이는 자연 또는 유사 자연 환경에서 어류, 갑각류, 연체동물 등과 같은 수생 동물을 통제하여 양식하고 수확하는 특정 유형의 수산양식업이다. 레크리에이션 낚시를 위해 또는 종의 자연수를 보충하기 위해 치어를 야생으로 방류하는 시설을 일반적으로 어류 부화장이라고 한다. 전 세계적으로 양어업에서 생산되는 가장 중요한 어종은 잉어, 메기, 연어, 틸라피아이다.
식용 어류 단백질에 대한 전 세계적 수요가 증가하고 있으며, 이로 인해 야생 어업에서 광범위한 남획이 발생하여 어류 자원이 크게 감소하고 일부 지역에서는 심지어 완전히 고갈되기도 했다. 양어법은 충분한 먹이, 자연 포식자 및 경쟁적 위협으로부터의 보호, 수의사 서비스 이용, 필요할 때 더 쉬운 수확 등을 제공하는 인공 어류 군집을 구축하는 동시에 야생 어류와 분리되어 일반적으로 지속 가능한 생산량에 영향을 주지 않는다. 어류 양식은 전 세계적으로 이루어지고 있지만 중국은 전 세계 양식 어류 생산량의 62%를 제공한다. 2016년 현재 수산물의 50% 이상이 양식을 통해 생산되고 있다. 지난 30년 동안 양어업은 어업 및 양식 생산량 증가의 주요 원동력이었으며, 2000년부터 2018년까지 연평균 5.3%의 성장률을 보이며 2018년에는 기록적인 8,210만 톤에 도달했다.
그러나 연어와 같은 육식성 어류를 양식하는 것이 항상 야생 어업에 대한 부담을 줄이는 것은 아니며, 이러한 양식 어류에는 일반적으로 야생 사료 물고기에서 추출한 어분과 생선기름을 먹이다. 유엔식량농업기구(FAO)가 기록한 2008년 양어업의 전 세계 수익은 총 3,380만 톤으로 약 600억 달러에 달한다.
식용을 위한 양식이 가장 널리 퍼져 있지만, 또 다른 주요 양식 산업은 수족관 무역을 위해 살아있는 물고기를 제공한다. 수족관 무역에 사용되는 담수어의 대다수는 실내 탱크 시스템이나 실외 연못 시스템을 사용하는 동부 및 남부 아시아, 동유럽, 플로리다 및 남미의 농장에서 유래하는 반면, 해양 수족관 무역을 위한 물고기 양식은 더 작은 규모로 매우 많이 이루어진다.

## 같이 보기
- 연어 양식